# Dholpur (Stadt)

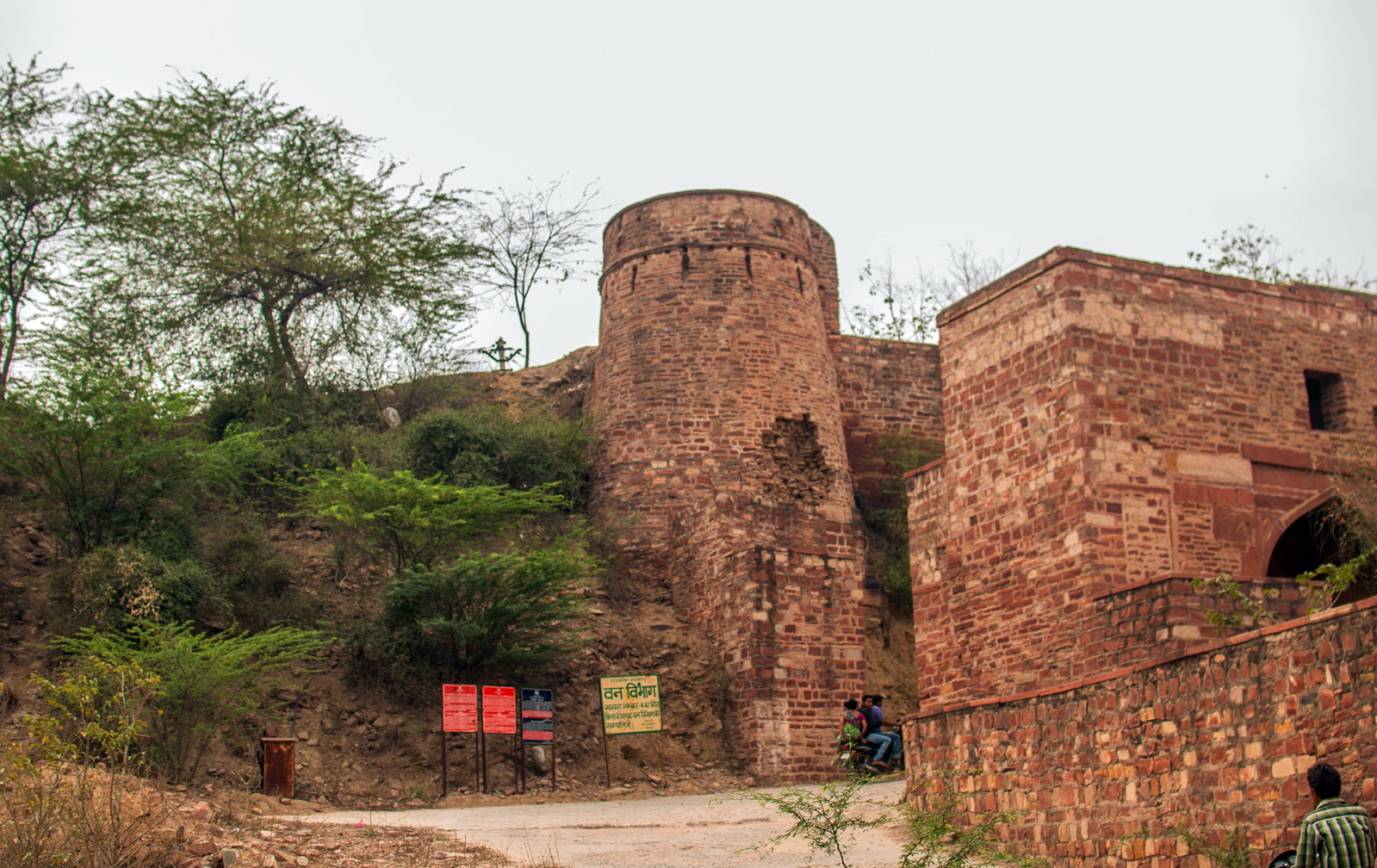
Shergarh-Fort

Dholpur, auch Dhaulpur (Hindi धौलपुर), ist eine Großstadt mit ca. 150.000 Einwohnern im Osten des indischen Bundesstaats Rajasthan.

## Lage und Klima
Dholpur liegt etwa 5 km nördlich des Chambal-Flusses im äußersten Osten Rajasthans nahe den Grenzen zu Uttar Pradesh mit der ca. 55 km nördlich gelegenen Stadt Agra und Madhya Pradesh mit der ca. 67 km südöstlich gelegenen Stadt Gwalior in einer Höhe von etwa 180 m. Indiens Hauptstadt Delhi befindet sich etwa 270 km nördlich. Das Klima ist warm bis heiß; Regen (ca. 815 mm/Jahr) fällt fast nur in den sommerlichen Monsunmonaten.

## Bevölkerung
| Jahr      | 1991   | 2001   | 2011    |
| Einwohner | 68.533 | 97.795 | 133.075 |

Ca. 93,5 % der Einwohner sind Hindus, 6 % sind Moslems; der Rest verteilt sich auf andere Religionen (Sikhs, Jains, Buddhisten, Christen). Der Anteil der männlichen Bevölkerung liegt ca. 17 % über dem weiblichen, was – neben der in Indien häufiger praktizierten Abtreibung weiblicher Föten – auch an der hauptsächlichen Zuwanderung von männlichen Arbeitskräften liegt.

## Geschichte
Die Region gehörte im frühen Mittelalter zum Reich der Yadavas, später dann zum Reich der Chauhan-Dynastie, deren Anführer Prithviraj III. sie jedoch im Jahr 1192 an den vordringenden Islam verlor. Angeblich ist die Stadt Dholpur eine Gründung der Bamraolia-Jats aus dem Jahr 1004; im Jahr 1505 rief der damalige Fürst den gleichnamigen Fürstenstaat ins Leben, der insgesamt gesehen jedoch lange Zeit ein Schattendasein führte und von verschiedenen Mächten okkupiert oder gar annektiert wurde. Nach dem Ende der Mogulherrschaft übernahm im Jahr 1761 der Jat-Fürst Suraj Mal die Macht, die jedoch nach seinem baldigen Tod aufgrund eines Vertrages im Jahr 1779 an die Briten fiel; am 1. November 1956 erfolgte schließlich die endgültige Auflösung des Fürstenstaats.

## Sehenswürdigkeiten
- Achleshwar-Mahadev-Temple: Die Ursprünge des Shiva-Tempels reichen angeblich 2500 Jahre zurück.[4]
- Machkund Temple: Muchchhkund befindet sich 4 km vom Stadtzentrum von Dholpur entfernt. In der Mitte des religiösen Tempels befindet sich ein großer Teich. Benannt wurde er nach Raja Muchchhukand.
- Chopra Shiv Temple: Gebaut wurde der Tempel im 18. Jahrhundert. Als ältester Tempel in Dholpur ist er eine beliebte Pilgerstätte.
- Sant Nagar: Ein Buddha Tempel.
- Shergarh Fort: Historisches Fort, gebaut ca. 1540 von Sher Shah Suri.
- Nihal Tower: Im Jahre 1910 erbauter, 37 Meter (120 Fuß) hoher Turm.